# Стейра, Кристин Стёрмер
Кристин Стёрмер Стейра (норв. Kristin Størmer Steira, 30 апреля 1981, Му-и-Рана, Рана, Нурланн) — норвежская лыжница, олимпийская чемпионка игр 2010 года в Ванкувере в эстафете 4x5 км, трёхкратная чемпионка мира в эстафете. Завоевала свою первую олимпийскую медаль лишь на вторых Олимпийских играх, перед этим заняв четыре раза четвёртое место и один раз пятое.

## Карьера
Впервые участвовала в этапе Кубка мира 16 марта 2002 года в Осло, заняв 46-е место. Впервые заняла призовое место (второе) на этапе Кубка мира 18 января 2003 года в Нове-Место в эстафете в составе норвежской команды. В феврале 2003 года была отобрана для участия в чемпионате мира в Валь-ди-Фьемме. Там участвовала в двух индивидуальных гонках, дуатлон и 30 км, заняв соответственно 28-е и 25-е места.
23 ноября 2003 года впервые, снова в составе эстафеты, выиграла этап Кубка мира в Бейтостолене. 18 декабря 2004 года в Рамзау впервые заняла призовое место в индивидуальной гонке зачёта Кубка мира, став второй на 15 км, а 22 января 2005 года в Праджелато выиграла этап кубка мира в дуатлоне. На чемпионате мира 2005 года в Оберстдорфе стала чемпионкой в эстафете в составе норвежской команды, а также завоевала бронзовую медаль в дуатлоне. На Олимпиаде 2006 года в Турине была в числе фаворитов, но не смогла завоевать медаль, став четвёртой на всех трёх индивидуальных дистанциях (дуатлон, 10 км и 30 км), на которых выступала, и пятой в составе эстафетной команды. После этого получила прозвище «вечно четвёртой».
На чемпионатах мира 2007 и 2009 годов завоевала ещё две серебряных и две бронзовых медали. 22 марта 2009 года в Фалуне выиграла свой второй индивидуальный этап Кубка мира в гонке преследования на 10 км.
На Олимпиаде 2010 года в Ванкувере приняла участие во всех дистанционных гонках (то есть во всех, кроме спринта). В гонке на 10 км стала восьмой, а в дуатлоне шла в числе лидеров, и финишировала на третьей-четвёртой позиции вместе с Юстиной Ковальчик. По фотофинишу бронзовая медаль была присуждена Ковальчик, а Стёрмер Стейра снова осталась четвёртой. Через несколько дней в эстафете в составе норвежской команды Стёрмер Стейра бежала на третьем этапе, и, наконец, завоевала свою первую олимпийскую медаль — сразу золотую. В последней гонке, масс-старте на 30 км, до последнего момента также шла в числе лидеров, один раз ушла в отрыв, затем ещё за 5 км до финиша единолично шла на третьей позиции, но в результате заняла лишь восьмое место.
Итоговые места по результатам кубка мира: 2003 — 42; 2004 — 27; 2005 — 12; 2006 — 22, 2007 — 14, 2008 — 16, 2009 — 9. 
Живёт в Дрёбаке, имеет университетское образование в области менеджмента.
С июля 2015 года замужем за канадским лыжником Девоном Кершоу, с которым встречалась с декабря 2012 года. У пары есть дочь, которая родилась в 2017 году.